# HD 131664 b
HD 131664 b – ciało niebieskie orbitujące wokół gwiazdy HD 131664 położonej w gwiazdozbiorze Ptaka Rajskiego, będące planetą pozasłoneczną typu gazowy olbrzym lub brązowym karłem. Odkryte w 2008 w ramach programu HARPS.